# Jesingen
Jesingen ist eine ehemals selbständige Gemeinde im Landkreis Esslingen (Baden-Württemberg) und gehört seit 1974 zur Großen Kreisstadt Kirchheim unter Teck.

## Geografie
Jesingen liegt etwa zwei Kilometer südöstlich von Kirchheim unter Teck. Mit einer Markungsfläche von 575 ha ist Jesingen der größte Teilort von Kirchheim.

## Geschichte
Jesingen wurde erstmals 769 im Lorscher Codex anlässlich einer Schenkung an das Kloster Lorsch als Osingen genannt und ist somit die älteste schriftlich erwähnte Ortschaft auf dem Gemarkungsgebiet der Stadt Kirchheim unter Teck. Über die Zähringer, die Herzöge von Teck und die Grafschaft Aichelberg kam der Ort 1330 an die Grafen von Kirchheim und 1334 schließlich an Württemberg. Eine Kirche wurde erstmals 1419, ein Rat- und Schulhaus 1573 erwähnt.
Am 1. September 1974 erfolgte die Eingemeindung in die Große Kreisstadt Kirchheim unter Teck.

## Wappen
Die Blasonierung des Wappens von Jesingen lautet: In Silber ein blauer Schräglinksbalken, belegt mit drei silbernen Lindenblättern. Der blaue Balken stellt die Lindach, der durch Jesingen fließende Fluss, dar.

## Bauwerke
Die Jesinger Ortsmitte wird von der historischen Petruskirche, dem Rathaus und der alten Kelter geprägt. Die Petruskirche stammt in weiten Teilen aus dem Jahr 1421, im Inneren sind Fresken aus dem 15. Jahrhundert erhalten. Das Rathaus diente lange Zeit auch als Schulhaus. Seit dem Ende der kommunalen Selbständigkeit Jesingens ist es Sitz der Verwaltungsstelle. Am 17. Februar 2014 beschloss der Jesinger Ortschaftsrat den Abbruch des sanierungsbedürftigen alten Gebäudes. An derselben Stelle wurde ein Neubau errichtet.

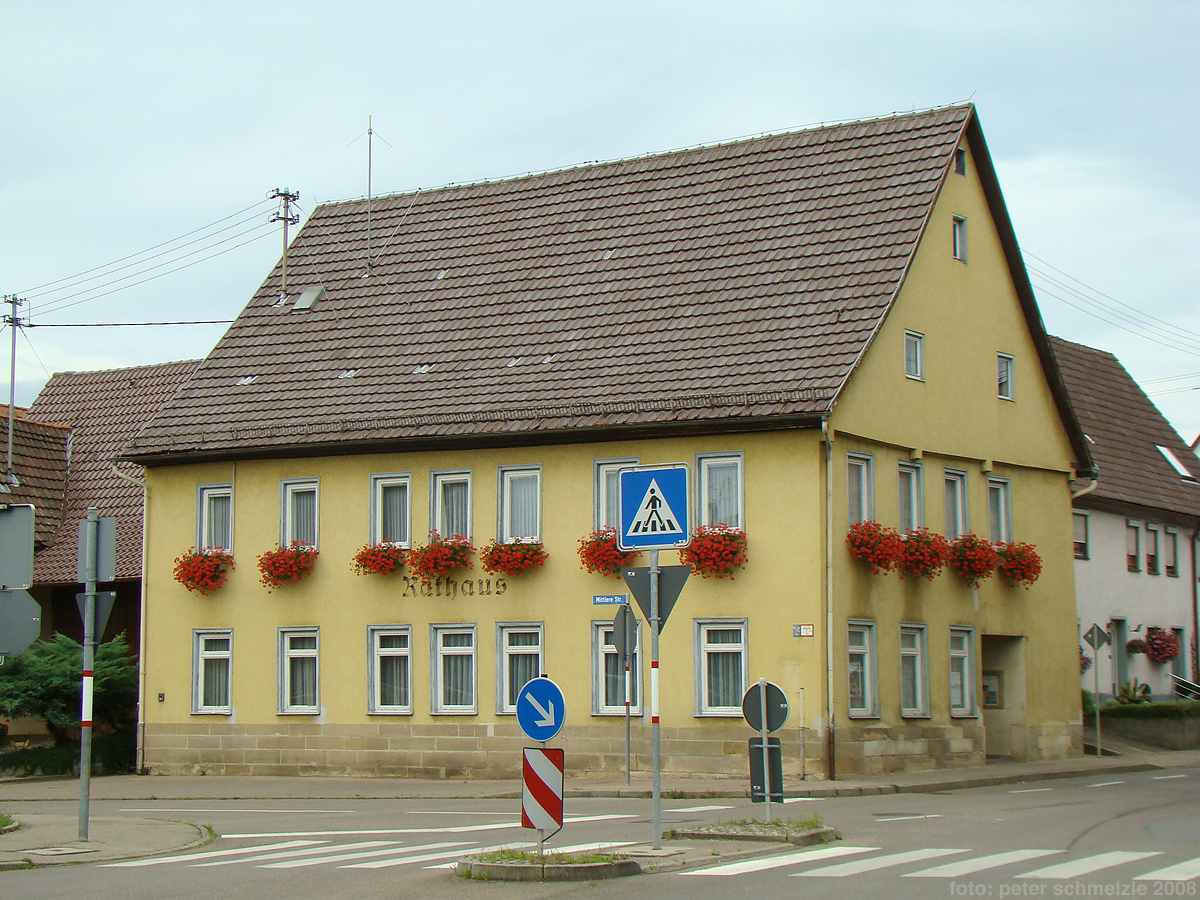
Ehemaliges Rathausgebäude
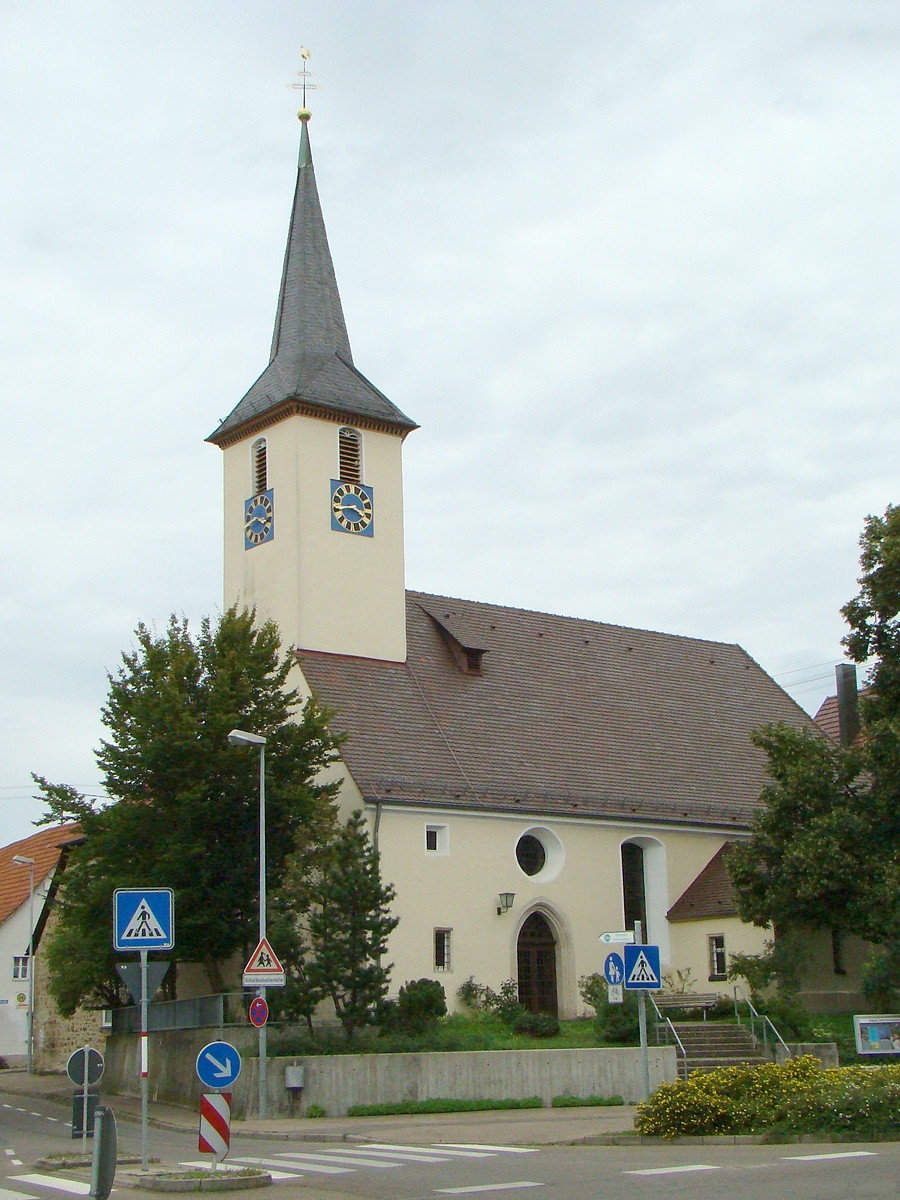
Petruskirche
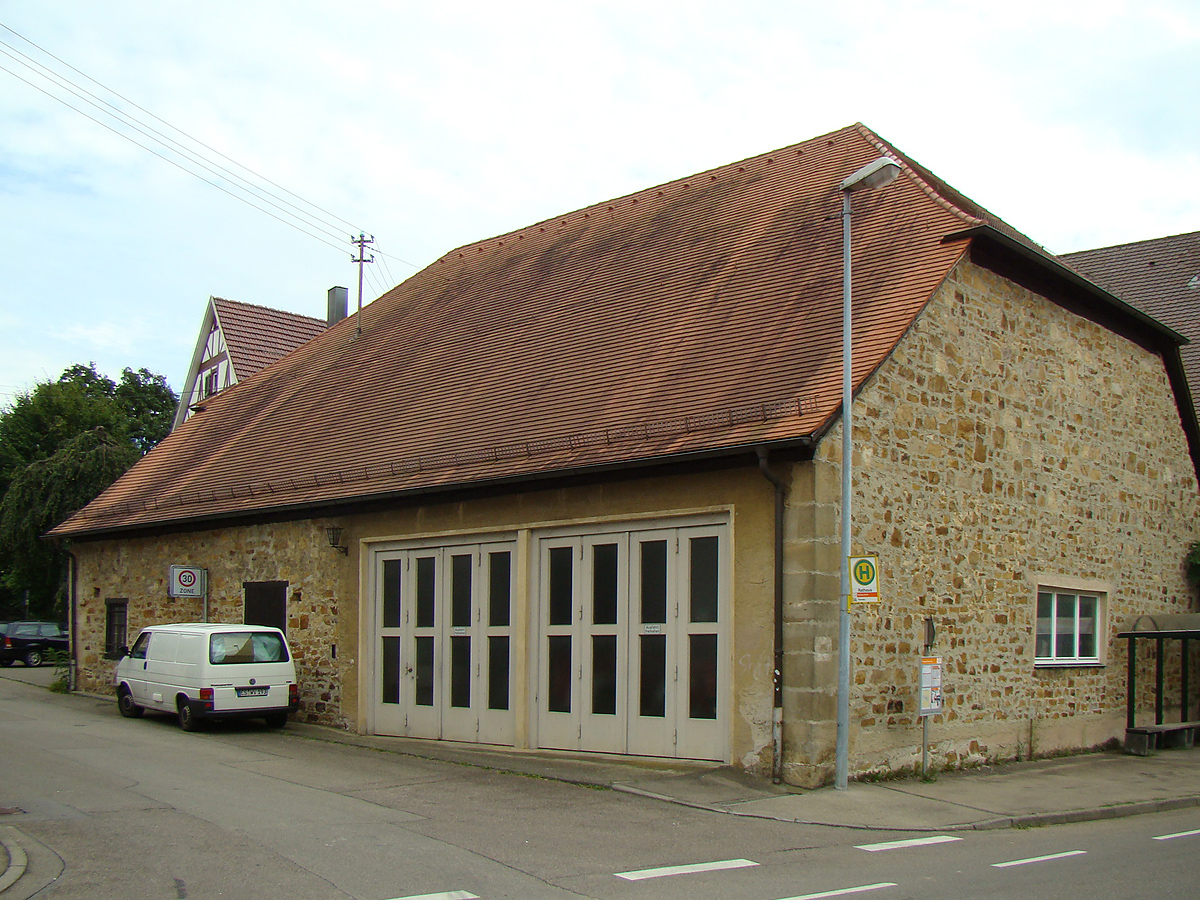
Kelter

## Verkehr

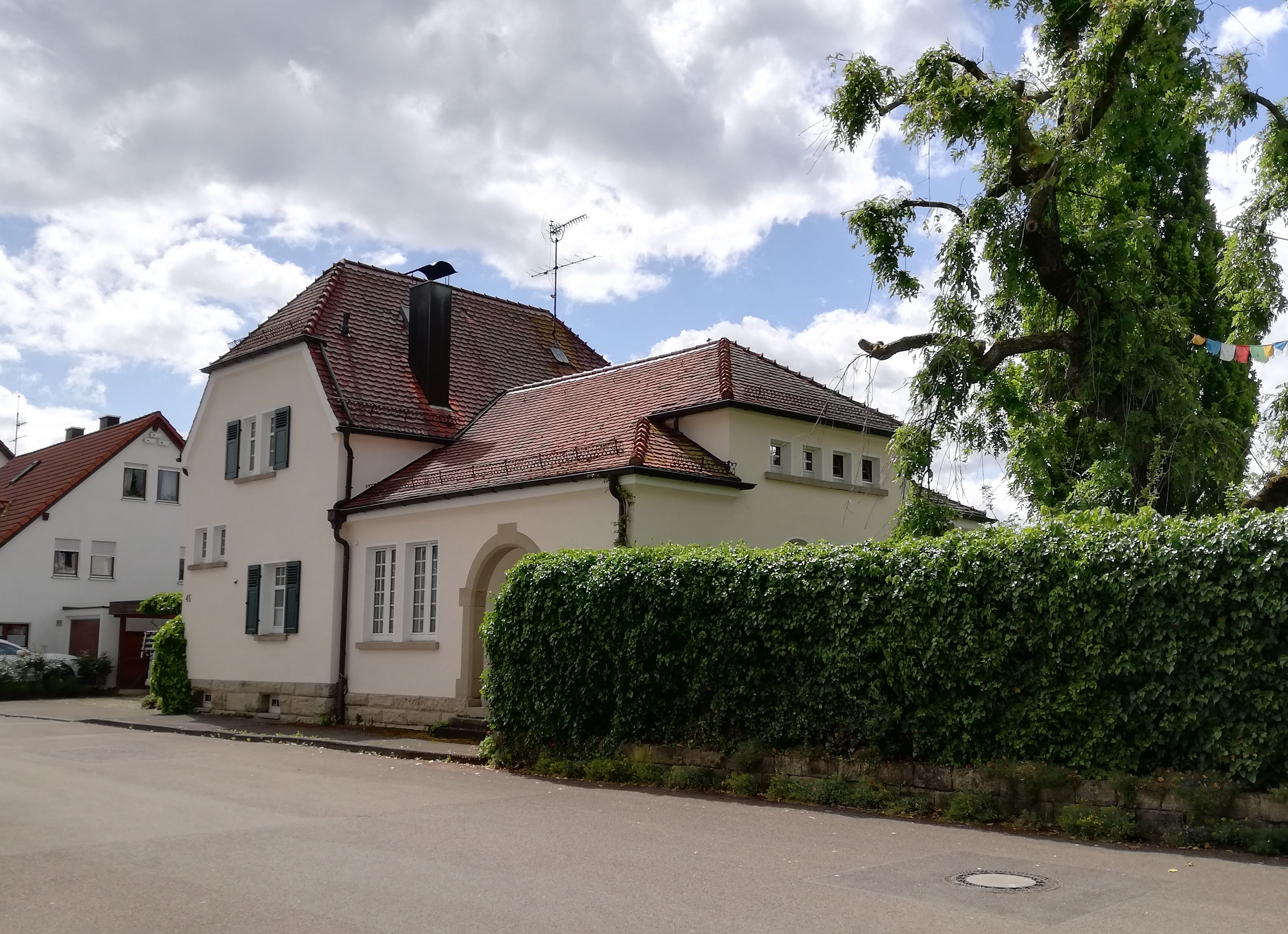
Ehemaliges Bahnhofsgebäude

Südlich von Jesingen verläuft die Bundesautobahn 8. Die nächstgelegene Auffahrt ist Kirchheim/Teck-Ost.
Von 1908 bis 1982 hatte der Ort einen Haltepunkt an der Bahnstrecke Kirchheim (Teck) Süd–Weilheim (Teck). Der Personenverkehr wurde 1982 eingestellt. Am 1. August 1995 erfolgte die Gesamtstilllegung der Strecke. Der öffentliche Personennahverkehr wird heute durch Busse bedient.

## Trivia
1610 wurde Anna Leuxlin aus Jesingen in Rottweil durch Enthauptung hingerichtet und verbrannt. Der Rat der Stadt Rottweil hat am 15. April 2015 einen Beschluss zur sozialethisch-moralischen Rehabilitierung der Opfer der Hexenprozesse gefasst.